# 贝达省
貝達省（阿拉伯语：محافظة البيضاء）是也門中部內陸的一個省。面積10,487平方公里，2004年人口577,369人。该省大部分地区的夏季和秋季都会下雨。
首府貝達。下分二十區。